# Ría de Ajo
La ría de Ajo, de Castellanos o de la Venera es un estuario situado en la costa oriental de Cantabria (España), entre los municipios de Bareyo y Arnuero, siendo la desembocadura del río Campiazo al mar Cantábrico. Tiene una superficie de 101,9 hectáreas y un perímetro de 13,1 kilómetros, con una superficie intermareal del 84 %. 
Se trata de una ría estrecha con una vegetación de marisma concentrada en los páramos intermareales del interior, y con un relieve limítrofe escarpado y desnudo en su zona inmediata al mar Cantábrico. Los suelos son principalmente arenas en la primera zona y fangos en la segunda.
En esta ría hay dos molinos de marea: el de La Venera y el de Castellanos.

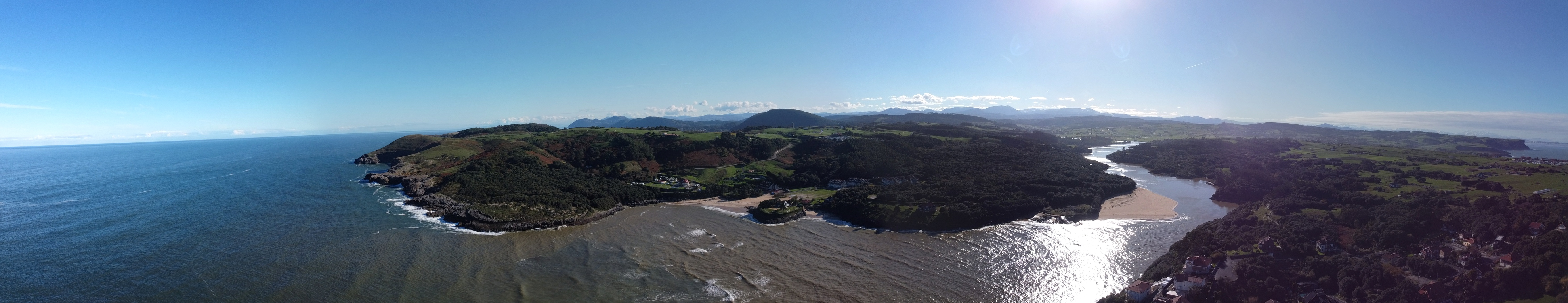
La ría de Castellanos vista desde La Sorrozuela, Bareyo.